# 연기군수
연기군수는 충청남도 연기군의 군수이다. 과거 대한민국에 존재했던 기초자치단체장이다. 2012년 연기군 지역이 세종특별자치시로 통합되면서 폐지되었다.

## 역대 연기군수
| 선출 방식 | 대수     | 이름           | 임기                                |
| --------- | -------- | -------------- | ----------------------------------- |
| 관선      | 초대     | 정낙훈(鄭樂勳) | 1945년 9월 2일 ~ 1948년 8월 15일    |
| 관선      | 2대      | 김지환(金之煥) | 1948년 8월 15일 ~ 1950년 11월 1일   |
| 관선      | 3대      | 임영재(任英宰) | 1950년 11월 2일 ~ 1954년 9월 5일    |
| 관선      | 4대      | 정범호(鄭範好) | 1954년 9월 26일 ~ 1955년 4월 20일   |
| 관선      | 5대      | 오익순(吳益淳) | 1955년 4월 21일 ~ 1955년 6월 30일   |
| 관선      | 6대      | 김진석(金振錫) | 1955년 7월 1일 ~ 1959년 1월 23일    |
| 관선      | 7대      | 이종호(李鍾鎬) | 1959년 1월 24일 ~ 1960년 5월 12일   |
| 관선      | 8대      | 이승규(李承圭) | 1960년 5월 13일 ~ 1960년 11월 23일  |
| 관선      | 9대      | 이선규(李善圭) | 1960년 11월 24일 ~ 1961년 6월 25일  |
| 관선      | 10대     | 한상욱(韓相彧) | 1961년 6월 26일 ~ 1963년 3월 12일   |
| 관선      | 11대     | 최석근(崔石根) | 1963년 3월 13일 ~ 1964년 10월 26일  |
| 관선      | 12대     | 송희섭(宋喜燮) | 1964년 10월 27일 ~ 1966년 2월 18일  |
| 관선      | 13대     | 송우빈(宋佑彬) | 1966년 2월 19일 ~ 1968년 7월 28일   |
| 관선      | 14대     | 설일진(薛一鎭) | 1968년 7월 29일 ~ 1970년 3월 3일    |
| 관선      | 15대     | 류웅렬(柳雄烈) | 1970년 3월 4일 ~ 1971년 8월 23일    |
| 관선      | 16대     | 김영석(金榮錫) | 1971년 8월 24일 ~ 1973년 5월 7일    |
| 관선      | 17대     | 김홍식(金泓植) | 1973년 5월 8일 ~ 1975년 9월 2일     |
| 관선      | 18대     | 조천식(趙天植) | 1975년 9월 3일 ~ 1976년 3월 18일    |
| 관선      | 19대     | 양후석(梁厚錫) | 1976년 3월 19일 ~ 1979년 7월 4일    |
| 관선      | 20대     | 박진수(朴鎭洙) | 1979년 7월 5일 ~ 1980년 8월 17일    |
| 관선      | 21대     | 홍남식(洪南植) | 1980년 8월 18일 ~ 1981년 7월 19일   |
| 관선      | 22대     | 정하용(鄭河用) | 1981년 7월 21일 ~ 1982년 9월 18일   |
| 관선      | 23대     | 조광휘(趙光彙) | 1982년 9월 19일 ~ 1983년 4월 10일   |
| 관선      | 24대     | 이병오(李炳五) | 1983년 4월 13일 ~ 1985년 3월 10일   |
| 관선      | 25대     | 박천수(朴千洙) | 1985년 3월 11일 ~ 1987년 4월 13일   |
| 관선      | 26대     | 이종현(李鍾賢) | 1987년 4월 14일 ~ 1988년 6월 11일   |
| 관선      | 27대     | 강희복(姜熙福) | 1988년 6월 12일 ~ 1991년 1월 14일   |
| 관선      | 28대     | 한준수(韓峻洙) | 1991년 1월 15일 ~ 1992년 7월 4일    |
| 관선      | 29대     | 권오창(權五昌) | 1992년 7월 5일 ~ 1994년 2월 6일     |
| 관선      | 30대     | 서용석(徐龍錫) | 1994년 2월 7일 ~ 1995년 6월 30일    |
| 민선      | 31대     | 홍순규(洪淳珪) | 1995년 7월 1일 ~ 1998년 6월 30일    |
| 민선      | 32대     | 홍순규(洪淳珪) | 1998년 7월 1일 ~ 2002년 6월 30일    |
| 민선      | 33대     | 이기봉(李基鳳) | 2002년 7월 1일 ~ 2006년 6월 30일    |
| 민선      | 34대     | 이기봉(李基鳳) | 2006년 7월 1일 ~ 2007년 10월 11일   |
| 민선      | 권한대행 | 최무락(崔武洛) | 2007년 10월 12일 ~ 2007년 11월 15일 |
| 민선      | 권한대행 | 박영수(朴榮洙) | 2007년 11월 16일 ~ 2007년 12월 19일 |
| 민선      | 35대     | 최준섭(崔俊燮) | 2007년 12월 20일 ~ 2008년 9월 1일   |
| 민선      | 권한대행 | 박영수(朴榮洙) | 2008년 5월 26일 ~ 2008년 6월 9일    |
| 민선      | 권한대행 | 남궁주(南宮柱) | 2008년 6월 10일 ~ 2008년 10월 29일  |
| 민선      | 36대     | 유한식(兪漢植) | 2008년 10월 30일 ~ 2010년 6월 30일  |
| 민선      | 37대     | 유한식(兪漢植) | 2010년 7월 1일 ~ 2012년 2월 28일    |
| 민선      | 권한대행 | 윤호익(尹鎬益) | 2012년 2월 29일 ~ 2012년 6월 30일   |

## 같이 보기
- 연기군
- 연기군수 선거
- 세종특별자치시장